# Rodion Cămătaru
Rodion Gorun Cămătaru (n. 22 iunie 1958, Strehaia) este un fost fotbalist român, care a jucat în echipa națională de fotbal a României.
În martie 2008 a fost decorat cu Ordinul „Meritul Sportiv” clasa a III-a, pentru rezultatele obținute la campionatele europene și mondiale din perioada 1984-1990, dar și pentru întreaga activitate.

## Biografie
Rodion Gorun Cămătaru s-a născut la data de 22 iunie 1958 în orașul Strehaia și a debutat ca jucător de fotbal în Divizia A la echipa Universitatea Craiova la 10 noiembrie 1974 în meciul Universitatea Craiova - CFR Cluj-Napoca 1-1. A evoluat ca fotbalist timp de 12 sezoane la Universitatea, câștigând două titluri de campion al României (cu echipa) în sezoanele 1979-1980 și 1980-1981 și patru Cupe ale României (1977, 1978, 1981, 1983). În anul 1986 s-a transferat la Dinamo București, devenind golgheter al Diviziei A.
În anul 1987, Rodion Cămătaru a câștigat trofeul Gheata de Aur a Europei, marcând în acel sezon 44 de goluri pentru Dinamo, într-un număr de 33 de meciuri jucate. Această reușită de excepție a provocat multe comentarii și controverse, deoarece Cămătaru marcase 20 goluri în ultimele șase etape de campionat.
„M-am bătut atunci cu austriacul Toni Polster. El a dat 39 de goluri, eu 44. Se poate să fi fost directivă de partid, dar să știți că nimeni nu s-a dat la o parte ca eu să dau gol. Nu m-am rugat de adversari să mă lase. Cine poate ști cum o fi ajuns și austriacul la 39 de reușite? Țin minte că Polster a refuzat să vină la festivitatea de la Monte Carlo, dar acolo mie nu mi s-a reproșat nimic.”—Rodion Cămătaru
Rodion Cămătaru a disputat 422 de meciuri pentru echipele de club, din care 377 în Divizia A, 29 la Charleroi și 71 la Heerenveen, marcând 198 goluri în Divizia A, în 15 sezoane. A jucat  47 de meciuri în cupele europene cu Universitatea Craiova și Dinamo București, marcând de șapte ori. Ultimul meci în Divizia A a avut loc la 14 iunie 1989 Dinamo București - FC Bihor Oradea 5-1.
S-a retras din activitatea de jucător de fotbal în anul 1993, după ce, din 1989, se transferase la echipe din Belgia și Olanda. Cămătaru a înscris la 20 mai 1993 ultimul gol ca fotbalist profesionist în finala Cupei Olandei la fotbal, jucând pentru echipa SC Heerenveen. Acel meci a fost câștigat însă de echipa adversă, Ajax Amsterdam.
Cămătaru a jucat în de 75 meciuri în echipa națională a României, pentru care a înscris 22 de goluri. El a făcut parte din lotul echipei de fotbal a României la turneele finale de la Campionatul European de Fotbal din 1984 și apoi de la Campionatul Mondial de Fotbal din 1990. Cu echipa națională a României a câștigat Cupa Balcanilor în 1980.

## Statistici carieră
| Sezon   | Club                  | Țară    | Meciuri jucate | Goluri |
| ------- | --------------------- | ------- | -------------- | ------ |
| 1974/75 | Universitatea Craiova | România | 7              | 0      |
| 1975/76 | Universitatea Craiova | România | 26             | 1      |
| 1976/77 | Universitatea Craiova | România | 14             | 1      |
| 1977/78 | Universitatea Craiova | România | 26             | 3      |
| 1978/79 | Universitatea Craiova | România | 28             | 13     |
| 1979/80 | Universitatea Craiova | România | 26             | 17     |
| 1980/81 | Universitatea Craiova | România | 33             | 23     |
| 1981/82 | Universitatea Craiova | România | 23             | 12     |
| 1982/83 | Universitatea Craiova | România | 27             | 9      |
| 1983/84 | Universitatea Craiova | România | 29             | 17     |
| 1984/85 | Universitatea Craiova | România | 33             | 18     |
| 1985/86 | Universitatea Craiova | România | 16             | 8      |
| 1986/87 | Dinamo București      | România | 33             | 44     |
| 1987/88 | Dinamo București      | România | 26             | 17     |
| 1988/89 | Dinamo București      | România | 30             | 15     |
| 1989/90 | R. Charleroi S.C.     | Belgia  | 24             | 6      |
| 1990/91 | R. Charleroi S.C.     | Belgia  | 5              | 0      |
|         | SC Heerenveen         | Olanda  | 16             | 5      |
| 1991/92 | SC Heerenveen         | Olanda  | 35             | 16     |
| 1992/93 | SC Heerenveen         | Olanda  | 20             | 5      |